# Soukhoï-Gulfstream S-21

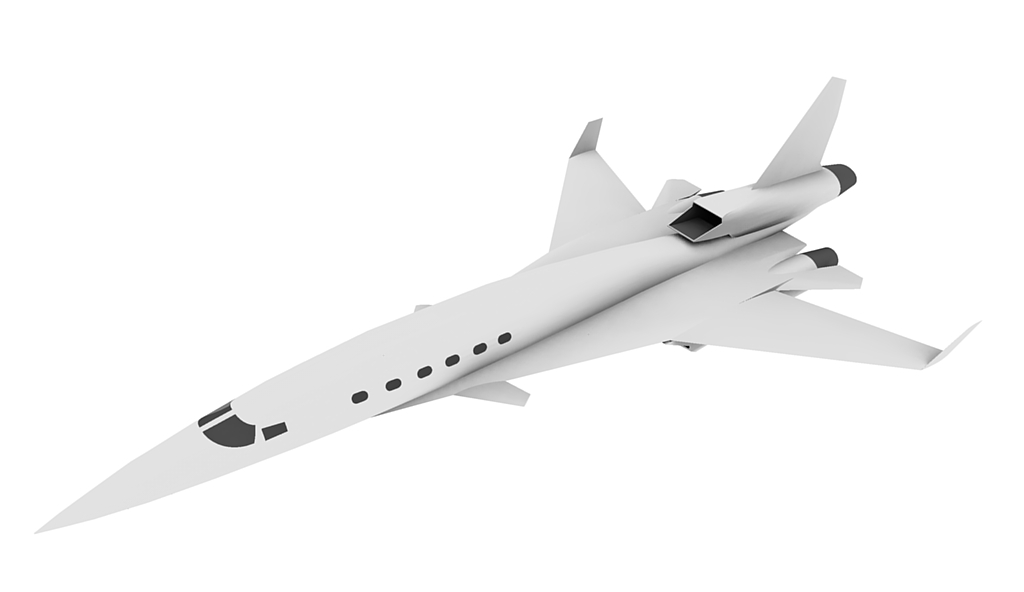
Modèle 3D du S-21.

Le Soukhoï-Gulfstream S-21 était un projet russo-américain de jet d'affaires supersonique.
Au début des années 1990, Gulfstream Aerospace et le bureau de design de Soukhoï ont lancé un projet conjoint visant à développer un petit avion d’affaires supersonique, connu sous le nom de code S-21. En raison de doutes concernant la demande du marché pour le transport commercial supersonique, l'engagement envers le projet s’est affaibli et les retards se sont accumulés.
Gulfstream a finalement mis fin au partenariat, bien que Soukhoï ait poursuivi les travaux sur le S-21.
Le S-21 aurait été capable de maintenir une vitesse de croisière au-delà de Mach 2. D'importants efforts de recherche et développement ont été consacrés à la gestion des effets transsoniques complexes associés aux vitesses proches de Mach 1.
En 2012, le projet n’avait reçu aucun financement pour la période de développement 2013-2025 et semblait avoir été annulé.

## Caractéristiques (S-21)
- Équipage : 2
- Capacité : 6 à 10 passagers et 1 360 kg de charge utile
- Longueur : 37,86 m
- Envergure : 19,93 m
- Flèche des ailes : 32° sans flèche, 68° avec flèche
- Hauteur : 8,26 m
- Masse à vide : 24 570 kg
- Masse maximale au décollage : 51 800 kg
- Avec carburant : 26 519 kg
- Moteurs : 3 × Aviadvigatel D-21A1 turbofan
- Poussée unitaire : 73,55 kN (total : 220,65 kN)
- Vitesse maximale : Mach 2+
- Vitesse de croisière : Mach 0,95
- Autonomie : 7 403 km
- Autonomie à Mach 1,4 : 4 369 km (2 715 mi / 2 360 nmi)
- Plafond opérationnel : 19 477 m
- Rapport poussée/poids : 0,43